# Encyclopedia of Aesthetics
Encyclopedia of Aesthetics – czterotomowa anglojęzyczna encyklopedia estetyki wydana przez Oxford University Press w 1998, pod redakcją Michaela Kelly. Tematyka dzieła pokrywa szerokie spektrum zagadnień, od wąsko rozumianej estetyki jako wyspecjalizowanej dyscypliny filozoficznej po luźniej z nią związane szczegółowe zagadnienia socjologiczne, psychologiczne, kulturoznawcze i historyczne. W przygotowaniu encyklopedii wzięło udział bardzo wielu czołowych reprezentantów odpowiednich dziedzin wiedzy z całego świata. Drugie wydanie (2014) jest teraz dostępne online jako część Oxford Art Online.
Encyklopedia przyjmuje perspektywę komparatystyczną, charakterystyczne jest dla niej równorzędne traktowanie tradycji estetycznych wywodzących się spoza tradycji świata zachodniego oraz krytyczna analiza samej tradycji zachodniej. Charakterystyczna jest także duża ilość haseł wychodzących poza ramy tradycyjnej estetyki filozoficznej, w tym obszerne potraktowanie takich zagadnień, jak estetyka afrykańska, indyjska, chińska, lesbijska i gejowska; encyklopedyczne opracowanie pewnych specyficznych i płynnych zjawisk kulturowych, jak dowcip, obsceniczność czy sztuka ludów pierwotnych; wiele haseł interdyscyplinarnych, m.in. obszerne hasła o estetycznych aspektach polityki, prawa i nauk ścisłych.
Encyclopedia of Aesthetics stanowi bardzo rozległe i niecodzienne przedsięwzięcie wydawnicze o dużej skali interdyscyplinarności. Poza najobszerniejszymi encyklopediami ogólnofilozoifcznymi (jak Routledge Encyclopedia of Philosophy) porównywalnym dziełem jest The Dictionary of the History of Ideas, równie przekrojowo traktujące całą kulturę ludzką z punktu widzenia historii idei.